# 세종제일운수
세종제일운수(世宗第一運輸)는 세종특별자치시의 시내버스 회사이다. 본사와 차고지는 세종특별자치시 누리동 갈매로 1008(누리동 194-24)에 있다.

## 역사
- 2024년 4월 24일 세종법인을 설립
- 2024년 9월 1일 : 271, 272번, 273번 운행 개시
- 2024년 10월 1일 : 279번 운행 개시
- 2024년 10월 28일 : 275번 운행 개시
- 2024년 12월 7일 : 274번 운행 개시

## 보유 차량

#### KGM커머셜
- KGM 스마트 110

#### BYD
- BYD eBus-12
- BYD eBus-11

## 운행 노선

### 급행버스
- M1번: 누리동 - 해밀동.산울동 - 세종 충남대학교병원 - 가락마을20단지 - 종촌초등학교 - 다정동 행정복지센터 - 새롬동 행정복지센터 - 한솔동 - 세종고속시외버스터미널 - 반석역 - 충남대학교 - 대전교통공사 - 대전광역시청 → 정부청사역 → 정부청사광장 → 시청환승지(세종교통, 협진운수와 공동운행)

### 지선버스
- 271번 : 누리동 - 한별동 - 바른초등학교 - 산울마을6단지 → 세종충남대학교병원 → 도담동 → 도램마을9단지 → 양지중학교 → 도램마을20단지 → 원수산MTB공원 → 산울마을6단지
- 272번 : 누리동 - 한별동 - 세종충남대학교병원 - 늘봄초등학교 - 도램마을1단지 - 공정거래위원회 - 국립세종도서관 - 세종예술고등학교 - 세종예술의전당 - 세종시청 - 이응다리 - 소담동 - 국책연구단지 - 집현동
- 273번 :  해밀동 - 산울동 - 세종충남대학교병원 - 시립도서관 - 대법원등기정보센터 - 도램마을1단지 - 정부세종청사 - 국립세종도서관 - 과학기술정보통신부 - 나릿재마을 - 새롬동 - 나성동 - 첫마을5단지 - 세종고속시외버스터미널 - 시청,교육청,시의회,세무서 - 새샘마을1,2단지 - 새나루마을10단지
- 274번 : 세종소방서 - 정부세종청사 - 세종예술고등학교 - 이응다리 - 국립세종수목원.중앙공원 - 세종호수공원
- 275번 : 한별동 - 해밀동.산운동 - 세종 충남대학교병원 - 아름초등학교 - 도램마을1단지 - 양지고등학교 - 공정거래위원회 - 국립세종도서관 - 과학기술정보통신부 - 새롬동.나성동 - 첫마을1단지 - 새롬동 - 다정동 - 종촌동- 시립도서관,대법원등기정보센터
- 279번 : 누리동 - 한별동 - 해밀동 - 세종충남대학교병원 - 늘봄초등학교 - 가재마을7.12단지 -  가온마을6.9단지 - 가온마을4.7단지 - 나릿재마을4.6단지 - 문화체육관광부 - 공정거래위원회 - 세종호수공원 - 세종수목원 - 반곡동 - 집현동 - 산학연클러스터 - 새나루마을9단지 - 새나루마을1단지